# Igreja de Nossa Senhora da Conceição (Olinda)
A Igreja de Nossa Senhora da Conceição, localizada na cidade de Olinda, no estado de Pernambuco, é um dos recolhimentos de freiras mais antigos do país. Construída no século XVI, após a invasão holandesa que a saqueou e incendiou, a Igreja de Nossa Senhora da Conceição então passou a funcionar como casa religiosa para mulheres abandonadas, sendo também o prédio mais antigo do Brasil em devoção a ela.